# Maquer
Maquer (Maker) ist eine Aldeia auf der südostasiatischen Insel Atauro, die zu Osttimor gehört (Suco Beloi, Gemeinde Atauro). 2015 hatte die Aldeia 545 Einwohner.
Die Aldeia liegt im Südwesten des Sucos und reicht vom Ost- bis zur Westküste Atauros. Nördlich liegen die Aldeias Adara und Usubemaço, südlich die Sucos Macadade, Maquili und Vila Maumeta. An der Westküste befindet sich das Dorf Maquer. Der Ort verfügt über eine Grundschule. Eine weitere Grundschule steht an der Ostküste, wo der Ort Vila Maumeta in die Aldeia Mauer hineinreicht. Hier befindet sich auch das Flugfeld der Insel.